# 托雷·埃里克松
托雷·埃里克松（瑞典語：Tore Eriksson，1937年8月7日—2017年2月17日），瑞典男子冬季两项运动员。他曾代表瑞典参加1968年冬季奥林匹克运动会冬季两项比赛，获得男子4×7.5公里接力铜牌。